# Masters de Roma 2000

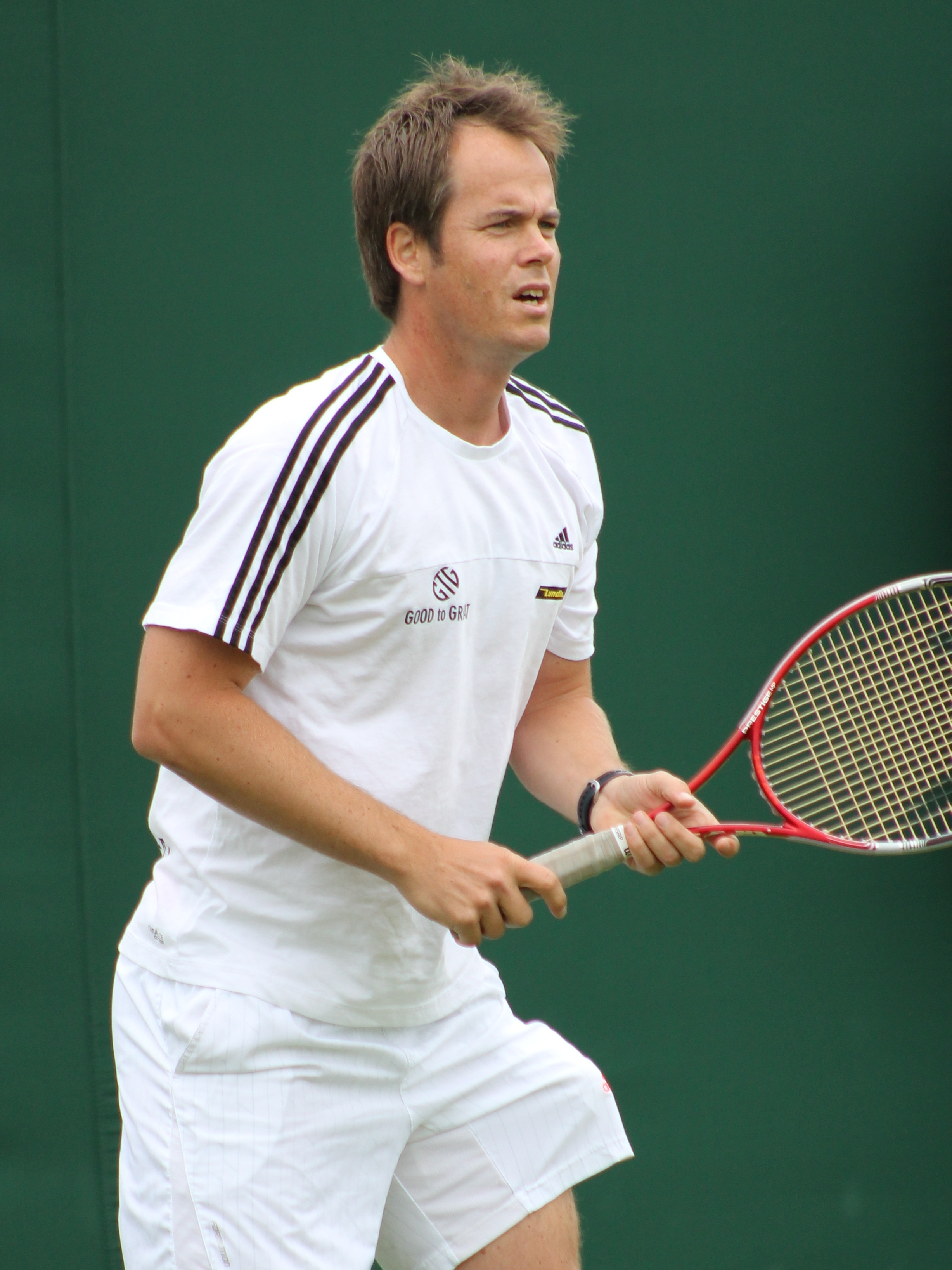
Magnus Norman

El Internazionali BNL d'Italia 2000 fue la edición del 2000 del torneo de tenis Masters de Roma. El torneo masculino fue un evento de los Masters Series 2000 y se celebró desde el 8 de mayo hasta el 14 de mayo.  El torneo femenino fue un evento de la Tier I 2000 y se celebró desde el 15 de mayo hasta el 21 de mayo.

## Campeones

### Individuales Masculino
Magnus Norman vence a  Gustavo Kuerten, 6–3, 4–6, 6–4, 6–4

### Individuales Femenino
Monica Seles vence a  Amélie Mauresmo, 6–2, 7–6

### Dobles Masculino
Martin Damm /  Dominik Hrbatý vencen a  Wayne Ferreira /  Yevgeny Kafelnikov, 6–4, 3–6, 6–4

### Dobles Femenino
Lisa Raymond /  Rennae Stubbs vencen a  Arantxa Sánchez Vicario /  Magüi Serna, 6–3, 4–6, 6–2